# Bauer Hockey
Bauer Hockey — компания по производству оборудования для хоккея с шайбой. Является одним из крупнейших производителей  хоккейной экипировки, наряду с такими компаниями, как Franklin Sports Inc., New Balance Inc. (Warrior Sports), STX, American Athletic, Sher-Wood, CCM, Graf Skates AG.

## История
В 1927 году семья Бауэр, владельцы Western Shoe Company, основали Bauer Skate company.
Bauer была первой хоккейной компанией, которая начала производить хоккейные коньки, в которых лезвие постоянно было закреплено к ботинку. Ботинок и лезвие были сделаны Бауэром. Это нововведение изменило отрасль. В последующие годы верхняя линия Bauer Skate изначально продавалась под торговым названием «Bauer Supreme». Компания была ещё более популяризирована известностью Бобби Бауэра, члена семьи и представителя Зала хоккейной Славы, который играл за Бостон Брюинз в 30-х и 40-х годах.
В 1960-х годах компания заплатила суперзвезде канадского хоккея Бобби Халлу, чтобы тот прорекламировал их коньки. Этот шаг ознаменовал начало новой эры для компании.
Затем в начале 1970-х Джим Робертс, также с Канадиенс, начал носить теперь известное лезвие TUUK. Вскоре последовали громкие товарищи по команде Гай Лафлер, Стив Шатт и Жак Лемэр. Успех этого лезвия был таким, что до 1995 года, разные клейма конька Canstar (Micron, Bauer и др.) имел 70% долю рынка НХЛ, в то время как их владельцы TUUK и ICM объединились на 95%. 
В 1994 году Bauer начал производить перфорированное лезвие. Это произвело революцию в хоккейном спорте, поскольку позволило сделать коньки более легкими, а также более крепкими. 
В 1994 году компания Canstar, главная компания Bauer стала дочерней компанией Nike. В 2006 году, начиная с выпуска Nike Bauer Supreme One90, продукция компании была переименована как Nike Bauer. Это был первый случай, когда компания Nike когда-либо использовала название партнера для продукта. Компания Nike 21 февраля 2008 года продала компанию инвесторам Roustan, Inc. и Kohlberg & Co., а компания снова получила название Bauer.
25 сентября 2008 года Bauer объявил о покупке конкурентов Mission-Itech.